# Micropholis garciniifolia
Micropholis garciniifolia là một loài thực vật thuộc họ Sapotaceae. Đây là loài đặc hữu của Puerto Rico, nơi nó được gọi là caimitillo verde. Nó ngày càng hiếm gặp do mất môi trường sống.